# Evangelion: The Birthday of Rei Ayanami
Evangelion: The Birthday of Rei Ayanami (яп. エヴァンゲリオン) — 12-й альбом, випущений під торговою маркою Neon Genesis Evangelion. Альбом присвячений одній з головних героїнь серіалу Аянамі Рей. 
В альбом входить фонова музика та інструментальні композиції, пов'язані з появою Рей в серіалі та фільмах, а також пісні, які виконує її сейю — Хаясібара Меґумі. 
Альбом був випущений в Японії 30 березня 2001 року, в 34-й день народження Хаясібари.
Ілюстрація обкладинки та оформлення альбому створені Йосіюкі Садамото, дизайнером персонажів серіалу.

## Список композиції
| #   | Назва                                   |                        | Тривалість |
| --- | --------------------------------------- | ---------------------- | ---------- |
| 1.  | «Cruel Angel's Thesis» (A.D. 2001 mix)  | Вокал Меґумі Хаясібари | 4:45       |
| 2.  | «Rei I» (A-1)                           | Фоновая музика         | 2:59       |
| 3.  | «Hedgehog's Dilemma» (B-1)              | Фоновая музика         | 2:51       |
| 4.  | «Rei II» (B-20)                         | Фоновая музика         | 2:57       |
| 5.  | «Fly Me to the Moon» (Ayanami Version)  | Вокал Меґумі Хаясібари | 4:33       |
| 6.  | «Do you love me?» (A-4)                 | Фоновая музика         | 2:20       |
| 7.  | «Hostility Restrained» (A-13C)          | Фоновая музика         | 1:39       |
| 8.  | «Good, Or Don't Be» (OP-2D Type)        | Фоновая музика         | 1:26       |
| 9.  | «Tamashii No Refrain» (Aqua Groove Mix) | Вокал Меґумі Хаясібари | 5:29       |
| 10. | «Hajimari e no Touhi» (M-4)             | Хор                    | 4:58       |
| 11. | «Heisoku no Kakudai» (M-9)              | Інструментальна версія | 6:52       |
| 12. | «Yume no Sukima» (M-4)                  | Версія для піанино     | 1:33       |
| 13. | «Thanatos — If I Can't Be Yours»        | Інструментальна версія | 7:15       |
| 14. | «Fly Me to the Moon»                    | Інструментальна версія | 4:33       |